# Pierluigi Martini
Pierluigi Martini (1961. április 23.) olasz autóversenyző, az 1999-es Le Mans-i 24 órás autóverseny győztese.

## Pályafutása
1983-ban megnyerte az európai Formula–3-as bajnokságot.
1984 és 1995 között összesen 124 világbajnoki Formula–1-es versenyen vett részt. Legjobb összetett helyezését az 1991-es szezonban érte el, amikor is tizenegyedikként zárt a pontversenyben.
86 és 88 között a nemzetközi Formula–3000 sorozat futamain indult. Ez időszak alatt több futamgyőzelmet is szerzett.
Formula–1-es pályafutása után jelentős sikereket szerzett hosszútávú versenyeken. 1997-ben megnyerte a Doningtoni 1000 kilométeres viadalt, 1999-ben pedig győzött a Le Mans-i 24 órás futamon.

## Eredményei
Le Mans-i 24 órás autóverseny
| Év   | Csapat              | Autó              | Csapattárs          | Csapattárs                 | Helyezés |
| ---- | ------------------- | ----------------- | ------------------- | -------------------------- | -------- |
| 1984 | Scuderia Jolly Club | Lancia LC2        | Xavier Lapeyre      | Beppe Gabbiani             | Kiesett  |
| 1996 | Joest Racing        | TWR-Porsche WSC95 | Michele Alboreto    | Didier Theys               | Kiesett  |
| 1997 | BMS Scuderia Italia | Porsche 911 GT2   | Christian Pescatori | Antônio Hermann de Azevedo | 8.       |
| 1998 | Team BMW Motorsport | BMW V12 LM        | Joachim Winkelhock  | Johnny Cecotto             | Kiesett  |
| 1999 | Team BMW Motorsport | BMW V12 LMR       | Joachim Winkelhock  | Yannick Dalmas             | Győzelem |

Teljes Formula–3000-es eredménylistája
(Táblázat értelmezése)

(Félkövér: pole-pozícióból indult; dőlt: leggyorsabb kört futott) 

| Év   | Csapat        | 1      | 2      | 3      | 4      | 5      | 6     | 7      | 8      | 9      | 10     | 11      | Helyezés | Pont |
| ---- | ------------- | ------ | ------ | ------ | ------ | ------ | ----- | ------ | ------ | ------ | ------ | ------- | -------- | ---- |
| 1986 | Pavesi Racing | SIL 19 | VAL 10 | PAU Nk | SPA 11 | IMO 1  | MUG 1 | PER 2  | ZEL 7  | BIR 2  | BUG Ki | JAR Kiz | 3.       | 27   |
| 1987 | Pavesi Racing | SIL 5  | VAL Ki | SPA Ki | PAU 7  | DON 8  | PER 2 | BRH 20 | BIR Ki | IMO Ki | BUG 7  | JAR 9   | 11.      | 8    |
| 1988 | First Racing  | JER 8  | VAL 11 | PAU 3  | SIL 10 | MNZ Ki | PER 1 | BRH 2  | BIR 3  | BUG    | ZOL Ki | DIJ 10  | 4.       | 23   |

Teljes Formula–1-es eredménylistája
(Táblázat értelmezése)

(Félkövér: pole-pozícióból indult; dőlt: leggyorsabb kört futott) 

| Év   | Csapat                   | Modell          | Motor           | 1      | 2      | 3      | 4      | 5      | 6      | 7      | 8      | 9      | 10     | 11     | 12     | 13     | 14     | 15     | 16     | 17  | Helyezés | Pont |
| ---- | ------------------------ | --------------- | --------------- | ------ | ------ | ------ | ------ | ------ | ------ | ------ | ------ | ------ | ------ | ------ | ------ | ------ | ------ | ------ | ------ | --- | -------- | ---- |
| 1984 | Toleman Group Motorsport | Toleman TG184   | Hart Straight-4 | BRA    | RSA    | BEL    | SMR    | FRA    | MON    | CAN    | DET    | DAL    | GBR    | GER    | AUT    | NED    | ITA Nk | EUR    | POR    |     | -        | 0    |
| 1985 | Minardi Team             | Minardi M185    | Cosworth V8     | BRA Ki | POR Ki |        |        |        |        |        |        |        |        |        |        |        |        |        |        |     | -        | 0    |
| 1985 | Minardi Team             | Minardi M185    | MM V6           |        |        | SMR Ki | MON Nk | CAN Ki | DET Ki | FRA Ki | GBR Ki | GER 11 | AUT Ki | NED Ki | ITA Ki | BEL 12 | EUR Ki | RSA Ki | AUS 8  |     | -        | 0    |
| 1988 | Lois Minardi Team        | Minardi M188    | Cosworth V8     | BRA    | SMR    | MON    | MEX    | CAN    | DET 6  | FRA 15 | GBR 15 | GER Nk | HUN Ki | BEL Nk | ITA Ki | POR Ki | ESP Ki | JPN 13 | AUS 7  |     | 17.      | 1    |
| 1989 | Minardi Team SpA         | Minardi M188B   | Cosworth V8     | BRA Ki | SMR Ki | MON Ki |        |        |        |        |        |        |        |        |        |        |        |        |        |     | 15.      | 5    |
| 1989 | Minardi Team SpA         | Minardi M189    | Cosworth V8     |        |        |        | MEX Ki | USA Ki | CAN Ki | FRA Ki | GBR 5  | GER 9  | HUN Ki | BEL 9  | ITA 7  | POR 5  | ESP Ki | JPN    | AUS 6  |     | 15.      | 5    |
| 1990 | SCM Minardi Team         | Minardi M189    | Cosworth V8     | USA 7  | BRA 9  |        |        |        |        |        |        |        |        |        |        |        |        |        |        |     | -        | 0    |
| 1990 | SCM Minardi Team         | Minardi M190    | Cosworth V8     |        |        | SMR Ni | MON Ki | CAN Ki | MEX 12 | FRA Ki | GBR Ki | GER Ki | HUN Ki | BEL 15 | ITA Ki | POR 11 | ESP Ki | JPN 8  | AUS 11 |     | -        | 0    |
| 1991 | SCM Minardi Team         | Minardi M191    | Ferrari V12     | USA 9  | BRA Ki | SMR 4  | MON 12 | CAN 7  | MEX Ki | FRA 9  | GBR 9  | GER Ki | HUN Ki | BEL 12 | ITA Ki | POR 4  | ESP 13 | JPN Ki | AUS Ki |     | 11.      | 6    |
| 1992 | Scuderia Italia SpA      | BMS Dallara 192 | Ferrari V12     | RSA Ki | MEX Ki | BRA Ki | ESP 6  | SMR 6  | MON Ki | CAN 8  | FRA 10 | GBR 15 | GER 11 | HUN Ki | BEL Ki | ITA 8  | POR Ki | JPN 10 | AUS Ki |     | 16.      | 2    |
| 1993 | Minardi Team             | Minardi M193    | Ford V8         | RSA    | BRA    | EUR    | SMR    | ESP    | MON    | CAN    | FRA    | GBR Ki | GER 14 | HUN Ki | BEL Ki | ITA 7  | POR 8  | JPN 10 | AUS Ki |     | -        | 0    |
| 1994 | Minardi Scuderia Italia  | Minardi M193B   | Ford V8         | BRA 8  | PAC Ki | SMR Ki | MON Ki | ESP 5  |        |        |        |        |        |        |        |        |        |        |        |     | 21.      | 4    |
| 1994 | Minardi Scuderia Italia  | Minardi M194    | Ford V8         |        |        |        |        |        | CAN 9  | FRA 5  | GBR 10 | GER Ki | HUN Ki | BEL 8  | ITA Ki | POR 12 | EUR 15 | JPN Ki | AUS 9  |     | 21.      | 4    |
| 1995 | Minardi Scuderia Italia  | Minardi M195    | Ford V8         | BRA Ki | ARG Ki | SMR 12 | ESP 14 | MON 7  | CAN Ki | FRA Ki | GBR 7  | GER Ki | HUN    | BEL    | ITA    | POR    | EUR    | PAC    | JPN    | AUS | -        | 0    |

## Fordítás
- Ez a szócikk részben vagy egészben  a   Pierluigi Martini című angol Wikipédia-szócikk fordításán alapul.  Az eredeti cikk szerkesztőit annak laptörténete sorolja fel. Ez a jelzés csupán a megfogalmazás eredetét és a szerzői jogokat jelzi, nem szolgál a cikkben szereplő információk forrásmegjelöléseként.